# 30029 Preetikakani
30029 Preetikakani è un asteroide della fascia principale. Scoperto nel 2000, presenta un'orbita caratterizzata da un semiasse maggiore pari a 2,3898082 UA e da un'eccentricità di 0,1984740, inclinata di 3,91681° rispetto all'eclittica.